# Can Santpere
Can Santpere és una masia de Maçanet de la Selva (Selva) inclosa a l'Inventari del Patrimoni Arquitectònic de Catalunya.

## Descripció
Es tracta d'un solar dividit en dos immobles, adossats i annexes. El primer immoble, és a dir, el primitiu i originari que data del segle xvii, consta de dues plantes: la planta baixa, destaca l'ampli portal adovellat circular amb unes dovel·les de grans dimensions, flanquejat al costat dret per una obertura rectangular, en la qual la llinda, els muntants i l'ampit estan bastant deteriorats. En el primer pis, en el mateix eix simètric que el portal adovellat de la planta inferior, trobem una finestra d'arc conopial lobulada, amb muntants de pedra i l'ampit treballat, flanquejada a la seva dreta per una petita obertura rectangular i en el mateix espai, trobem els últims vestigis i testimonis del rellotge de sol, que per raons que no venen al cas, va ser extirpat.
Finalment, cal dir que aquest primer cos està cobert per una simple teulada, sense vessants a laterals. El segon immoble, és a dir el més recent i modern datat del 1872, consta de tres plantes: amb la planta baixa, amb el portal emmarcat per una fina estructura petrea i flanquejat per dues obertures rectangulars amb el mateix tipus d'emmarcament. En el primer pis, o planta noble, trobem tres obertures projectades amb posterioritat com a balconades, emmarcades per una fina motllura, sobre de les quals trobem una sèrie d'esgrafiats amb lletres – en primera finestra posa “Edificada”; en la segona “Jayme Torrellas” i en la tercera “1872”-. Finalment, en el segon pis, ens trobem reproduïda la mateixa solució, és a dir tres obertures projectades pròpiament com a balconades, tot i això emmarcades com succeïa en la planta baixa, per un fi marc petri. En el sector lateral d'aquest segon immoble, trobem en la planta baixa, un porxo resolt amb una sèrie d'arcades, les quals no estan unificades, sinó que segueixen diverses proporcions; és a dir, totes són de mig punt, però en algunes varia substancialment la llum o la sageta, o sigui en algunes s'accentua més la llum (amplada) i en d'altres viceversa – la sageta o alçada-. En el primer pis, es repeteix la mateixa solució d'arcades de mig punt, però resoltes a una escala sensiblement menor. Finalment, aquest segon cos, es troba cobert per una teulada a vessants a laterals.

## Història
Antigament es coneixia aquesta casa amb el nom de “Can Carbonell”. L'any 1616 els seus propietaris tenien dret, junt amb altres cases de Martorell, d'utilitzar l'aigua sobrant del Molí de Cartellà per regar. Això dona a entendre que aquesta casa és més antiga que aquesta data. Al 1680 encara era coneguda com a “Mas Carbonell”. Al 1803 n'era propietari en Pau Torrellas i Oliver, fill d'Anton Torrellas i Ros. Al 1873 Jaume Torrellas va edificar un cos nou per a allotjar els amos, enganxada amb el que era la masoveria o la casa antiga. Tenien per aquesta data, un forn de rajols que va servir per fer la nova edificació, pràctica corrent a Martorell en les masies de grans propietaris. La seva filla, Engràcia Torrellas, es va casar amb Joan Matas, provinent de Fogars de Tordera, després passa per herència a Jaume Matas i Torrellas, que es va casar per primera vegada amb Emília González Gelabert, i per segona vegada amb Anna Pons. Aquest senyor era farmacèutic per aquells anys a Maçanet. L'any 1942, ho va heretar en Joan Matas i González, casat amb Mercè Navarro Monegal, casat amb Dolors Alonso Sala. El om que té la casa des de ja fa molts anys va el fet que els amos compraren i donaren la imatge de Sant Pere a l'església de Martorell.